# Norrköpings spårvägar
Norrköpings spårvägar er et sporvejssystem i den svenske by Norrköping. Anlæggelsen af sporvejene begyndte i 1902. De fik fra begyndelsen elektrisk drift. I 1904 blev den første linje indviet . I midten af 1920'erne åbnedes den anden linje: linje 1, en ringlinje i de centrale dele, og linje 2 Västra station – Drottninggatan – Marielund.
Systemet har maksimalt haft fire linjer (1957-1958), men siden 1966 er der blot to af dem tilbage: linjerne 2 og 3. Begge er dog blevet forlænget siden da.
Linje 2 løber nu fra Fridvalla via Trumpetaregatan i Hageby og til Kvarnberget (før 2006 til Klingsberg.
, hvor der også findes spor) og
linje 3 forbinder Klockaretorpet med Vidablick. Sporvidden er 1435 mm (normalspor).
Sporvejene og vognene tilhører Norrköping kommune. Vognene køres i dag af Veolia Transport for Östgötatrafiken, som også har ansvaret for länets bus- og lokaltogstrafik.

## Sporvogne
Sporvognene i Norrköping har fra starten haft gul farve, selv om den eksakte nuance har varieret. I dag kører tre vogntype i den regulære trafik. M97 er ledvogne fra 1960'erne som blev indkøbt i 1990'erne. De havde tidligere kørt i Duisburg. Vognene blev bygget om, hvorved den største forandring var, at de fik en midtdel med lavgulv. M98 er fire lavgulvsvogne fra 1990'erne. De blev bygget af MAN som prototypvogne for tyske byer. M06 hedder egentligt Flexity Classic, og er en type moderne lavgulvsvogne bygget af Bombardier.

## Aktuelt
I 2009 begyndte bygningen af en siden mange år diskuteret og planlagt forlængelse af linje 2 mod de sydlige bydele Hageby og Navestad. Den første etape blev færdig i efteråret 2010 og den anden blev færdig i efteråret 2011.

## Liniekort
Nuværende linjer: